# Nordic Airways
Nordic Airways war eine schwedische Fluggesellschaft mit Sitz in Stockholm.

## Unternehmen
Nordic Airways wurde als Nordic Regional für Linienflüge und Nordic Leisure für Charterflüge gegründet. Zum Jahreswechsel 2005 erfolgte die Umbenennung in Nordic Airways. Geflogen wurde bis zur Liquidation jedoch weiterhin unter dem Markennamen Nordic Leisure.
Die Basen der Fluggesellschaft waren Stockholm, Palma de Mallorca, Helsinki und Gatwick. Im Sommerflugplan 2007 waren zwei Maschinen für Germanwings im Einsatz und in dieser Zeit am Flughafen Köln/Bonn stationiert.
Die Abwicklung für deutsche Fluggäste wurde von der in Köln ansässigen GAS – German Aviation Service GmbH organisiert. Die Flight Operation wurde während der Sommersaison von Palma de Mallorca aus koordiniert, wo Nordic Airways auch eine Niederlassung betrieb.
Am 24. Januar 2009 wurde aufgrund anhaltender finanzieller Probleme die Fluglizenz entzogen. Kurz darauf musste die Fluggesellschaft Insolvenz anmelden. Ihre Nachfolgegesellschaft ist Air Sweden.

## Flotte
Mit Stand November 2008 bestand die Flotte der Nordic Airways aus drei Flugzeugen:
- 1 McDonnell Douglas DC-9-81 (MD-81) (betrieben unter der Marke Nordic Leisure)
- 1 McDonnell Douglas DC-9-83 (MD-83) (betrieben unter der Marke Nordic Leisure)
- 1 Saab 340A (betrieben unter der Marke Nordic Regional)